# Nina Stardust
Nina Stardust (星屑ニーナ?, Hoshikuzu Nina) è un manga del 2010 scritto e disegnato da Satoshi Fukushima.

## Trama
Un piccolo robot viene ritrovato da una misteriosa ragazza, Nina, che decide di occuparsi di lui; il robot, che prende il nome di Hoshikuzu, diventa così per Nina una sorta di "fratellino minore".

## Manga
Il manga, scritto e illustrato da Satoshi Fukushima, è stato serializzato dal 15 aprile 2010 al 15 ottobre 2013 sulla rivista Fellows! edita da Enterbrain. I capitoli sono stati raccolti in quattro volumi tankōbon pubblicati dal 15 dicembre 2010 al 14 gennaio 2014.
In Italia la serie è stata pubblicata da Edizioni BD sotto l'etichetta J-Pop dal 16 marzo 2013 al 22 agosto 2018.

### Volumi
| 1 | 15 dicembre 2010 | ISBN 978-4-04-726968-2 | 16 marzo 2013     | ISBN 978-88-6634-424-7 |
| 1 | Capitoli - 1. Nella vita precedente - 2. Paradiso o Inferno - 3. E poi... E poi... - 4. Al di là del mondo - 5. Lavorare... Lavorare... - 6. Scintillaaante! - 7. Bye bye, vagabondo                                                                       |                        |                   |                        |
| 2 | 15 dicembre 2011 | ISBN 978-4-04-727725-0 | 22 agosto 2018    | ISBN 978-88-3275-379-0 |
| 2 | Capitoli - 8. Pa-Pa-Pa-Pa-Pa-Pa - 9. Memory of Nina - 10. Rincorsa - 11. Salta! - 12. Uomini e donne - 13. Giorni d'amore e di salute - 14. La legge dello spazio                                                                                          |                        |                   |                        |
| 3 | 15 novembre 2012 | ISBN 978-4-04-728407-4 | 19 settembre 2018 | ISBN 978-88-3275-380-6 |
| 3 | Capitoli - 15. Pippi nel paese delle meraviglie - 16. Ai confini della terra - 17. Chi va piano, va sano e va lontano - 18. Quando soffia il vento - 19. Memory of Nina 2 - 20. Memory of Nina 3                                                           |                        |                   |                        |
| 4 | 14 gennaio 2014 | ISBN 978-4-04-729397-7 | 22 agosto 2018    | ISBN 978-88-3275-381-3 |
| 4 | Capitoli - 21. Quel che è fatto, non è fatto - 22. Fuori dalla mia portata - 23. Dentro la pancia - 24. Un conto in sospeso - 25. Dio, ti prego! - 26. Tu, dalla finestra - 27. Fuori dal coro - 28. Il desiderio di Hoshikuzu - Epilogo. Il sogno di Nina |                        |                   |                        |